# تنفس آتاکسیک
تنفس آتاکسیک، که همچنین با نام‌های تنفس بیوت یا الگوی تنفسی بیوت شناخته می‌شود، یک الگوی غیرطبیعی از تنفس است که با حجم جزر و مدی متغیر، آپنه‌های تصادفی، و نبود نظم مشخص در تنفس مشخص می‌شود. این الگوی تنفسی به نام کامی بیو، که در سال ۱۸۷۶ این پدیده را شناسایی کرد، نام‌گذاری شده است.
تنفس بیوت به دلیل آسیب به بصل النخاع و پل مغز ایجاد می‌شود. این آسیب‌ها ممکن است ناشی از تروما، سکته، مصرف مواد مخدر، یا افزایش فشار داخل‌جمجمه به دلیل فتق مغزی یا چادرینه مخچه باشد.
این وضعیت اغلب با مننژیت نیز همراه است. در عمل پزشکی رایج، تنفس بیوت اغلب با تنفس شین-استوکس اشتباه گرفته می‌شود، که بخشی از این اشتباه ممکن است ناشی از این باشد که هر دو پدیده توسط یک فرد توصیف شده‌اند و تفاوت‌های ظریفی بین این دو نوع تنفس وجود دارد.